# Châtel (Górna Sabaudia)
Châtel – miejscowość i gmina we Francji, w regionie Owernia-Rodan-Alpy, w departamencie Górna Sabaudia.
Według danych na rok 1990 gminę zamieszkiwało 1255 osób, a gęstość zaludnienia wynosiła 39 osób/km² (wśród 2880 gmin regionu Rodan-Alpy Châtel plasuje się na 662. miejscu pod względem liczby ludności, natomiast pod względem powierzchni na miejscu 182.).

## Współpraca
Miejscowość partnerska:
- Seraing, Belgia